# Hôpital de la Trinité
L'hôpital de la Trinité est un ancien hôpital qui était situé rue Saint-Denis dans le 2e arrondissement de Paris.

## Situation
L'hôpital et l'enclos de la Trinité s'étendaient à un emplacement compris entre les 144 au 164, rue Saint-Denis, les 24 au 18 de la rue Greneta jusqu'à la rue de Palestro percée dans la partie est de ce domaine, les 13 au 31 de cette rue et la rue Réaumur.

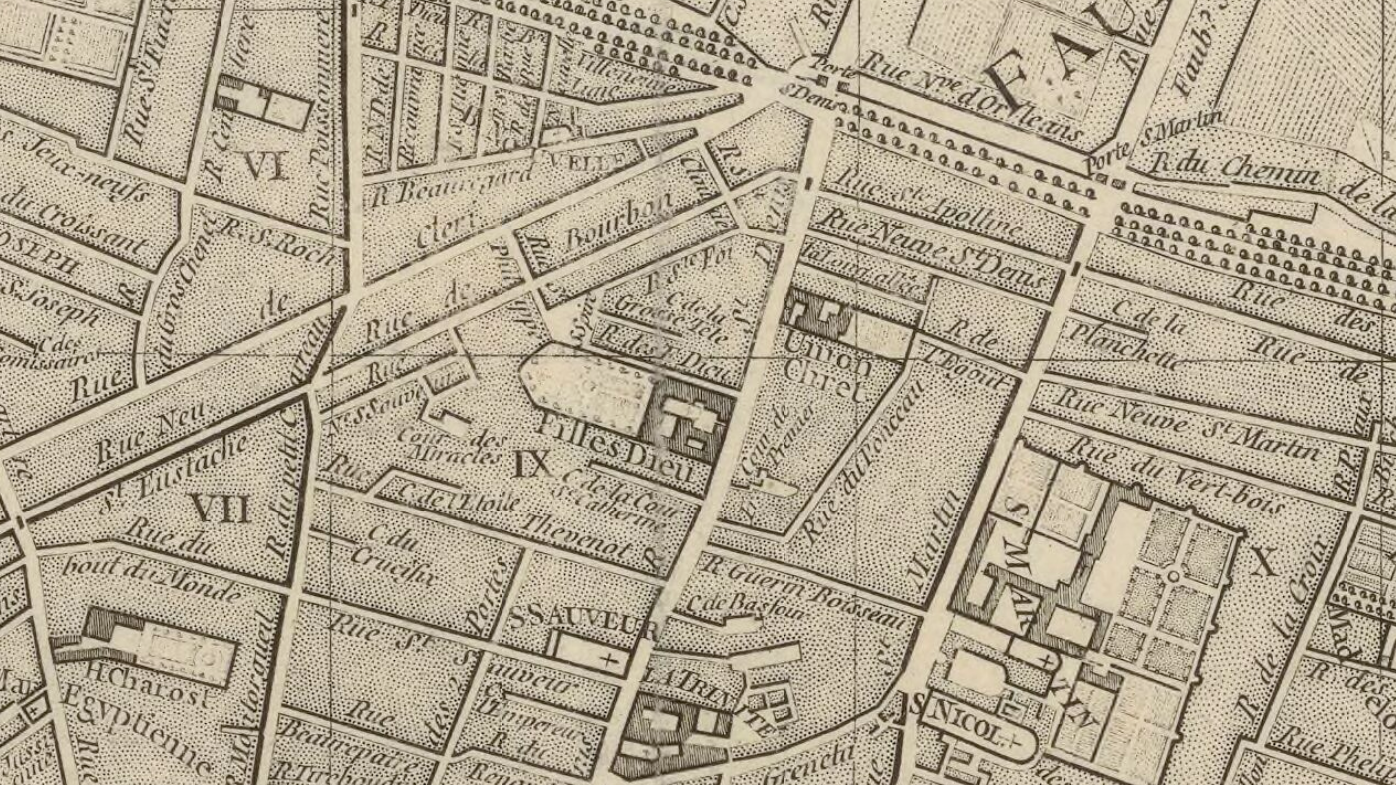
Emplacement de l'hôpital de la Trinité en bas.

## Historique

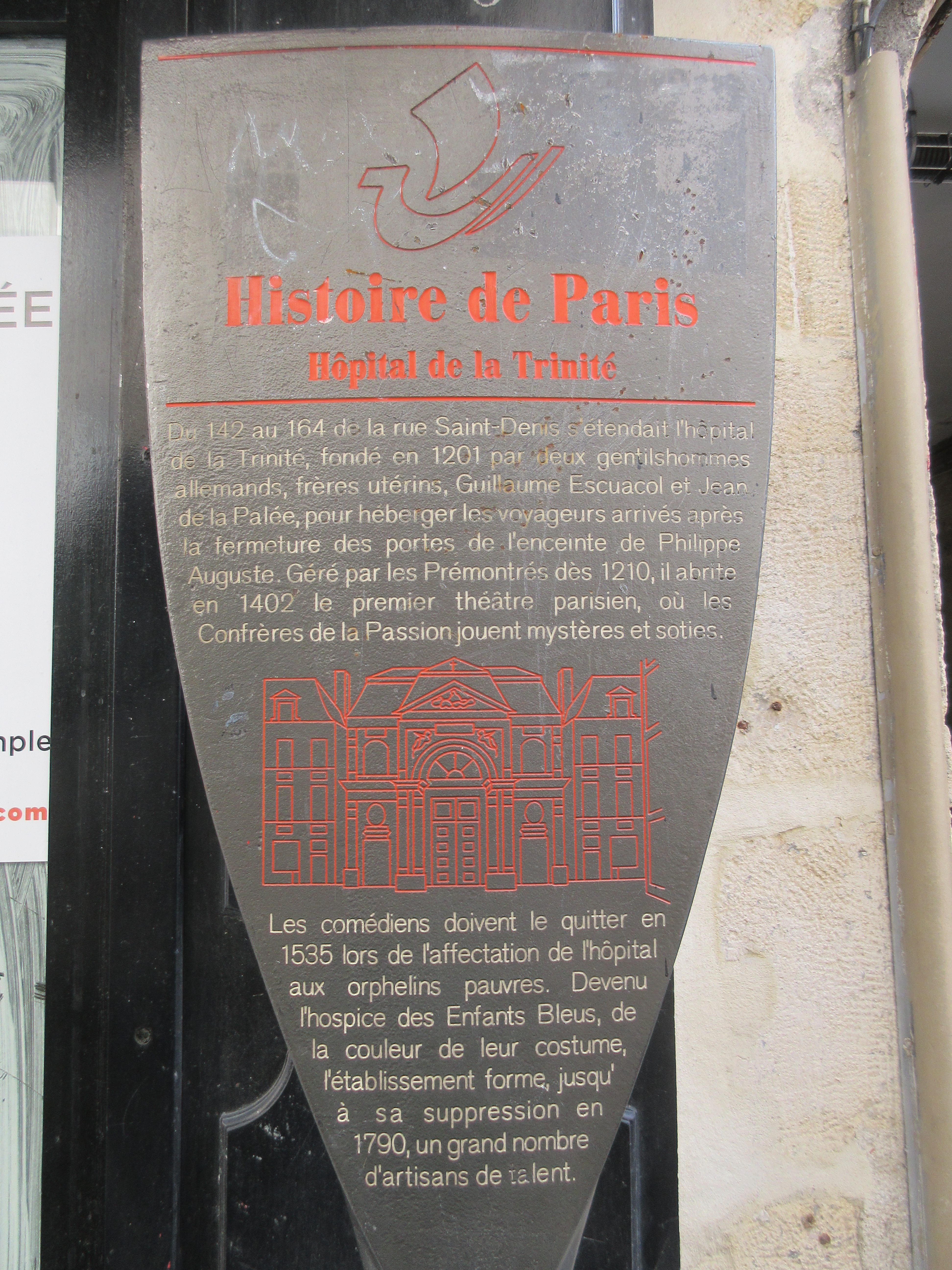
Panneau Histoire de Paris
« Hôpital de la Trinité ».

En 1201, deux gentilshommes allemands, Wilhem Effacuol et Jean De La Paslée (ou Jean Palée) achetèrent à Hervé, prieur de Saint-Lazare, un terrain au lieu-dit « croix de la Reine » dans le faubourg Saint-Denis, près de la porte aux Peintres, pour y construire un hôpital.
Terminé en 1202, il se nommait alors « hôpital de la Croix de la Reine » et l'enclos était situé hors de l'enceinte de Philippe Auguste.
En 1207, il prit le nom de « Trinité » et fut fondé pour assister les pauvres et donner l'hospitalité aux pèlerins lors de leur passage à Paris. En 1210, sa gestion fut confiée aux Prémontrés de l'abbaye d'Hermières-en-Brie, afin d'offrir l'hospitalité pour les pèlerins et les passants hommes, l'hôpital Sainte-Catherine étant réservé aux femmes, qui y firent construire une chapelle.
L'enclos de l'hôpital s'étendit jusqu'à la rue Guérin-Boisseau et en 1224, il ouvrit son cimetière, le cimetière de la Trinité.
Vers 1280, un manuscrit le nomme Trinité aus Asniers, car il était interdit aux Trinitaires, par leur statut, de monter à cheval mais seulement sur des ânes.
En 1365, la Trinité est incorporée dans Paris en raison de la construction de l'enceinte de Charles V. La destination de l'hôpital change alors et à la fin du XIVe siècle, les confrères de la Passion, quittent Saint-Maur-des-Fossés et louent à la Trinité une grande salle pour y représenter des mystères tirés des Évangiles qui firent venir le tout Paris jusqu'en 1545, année où ils s'installèrent dans l'hôtel des Flandres. Jacques-Antoine Dulaure considère que le premier théâtre permanent fut établi à la Trinité .
En 1545, après leur départ, les bâtiments furent affectés pour l'accueil d'enfants orphelins. Il prend alors le nom d'« hospice des Enfants-Bleus » car il y avait dans cet établissement 100 garçons et 36 filles tous vêtus de costumes bleus. Ces enfants étaient instruits et on leur apprenait un métier. Pour loger les artisans chargés de leur transmettre leur savoir-faire, la rue Saint-Louis est tracée dans l'enclos de la Trinité et bordée de maisons. Elle existe en 1790 et devient rue des Métiers en 1793. 
L'église est rebâtie et agrandie en 1598. Son portail est reconstruit en 1671.
L'hôpital-hospice est supprimé au début de la Révolution française. Ses bâtiments sont d'abord placés sous la tutelle de la Ville de Paris qui les loue à des particuliers puis vendus aux enchères d'août 1812 à novembre 1813 en 92 lots à 49 acheteurs. Un des lots est celui de l'église dont les murs servent à la construction de trois immeubles autour d'une cour correspondant à l'ancienne nef.
L'ensemble est densifié par les acquéreurs avec surélévation des bâtiments et nouvelles constructions à l'intérieur des anciennes cours, les cours et jardins ne représentant plus que 25 pour cent de la surface totale contre 40 avant la Révolution.
Ainsi la cour centrale, « cour de la Trinité »,  comportait 3 bâtiments. 
On aperçoit au 19 rue de Palestro percée en 1858, en recul de l'alignement de la rue aux étages des bâtiments de l'ancien hôpital surélevés au cours des années 1810-1820.

## Vestiges
- La fontaine de la Reine située à l'angle du 142, rue Saint-Denis et du 28, rue Greneta, construite durant l'existence de l'hôpital.
- Le passage de la Trinité qui servait d'accès à l'hôpital.
- La cour des Bleus[5], qui rappelle les enfants pauvres accueillis à l'hôpital de la Trinité.